# Joaquín María López de Andújar
Joaquin Maria López de Andújar y Cánovas del Castillo (ur. 13 września 1942 w Madrycie) – hiszpański duchowny katolicki, biskup Getafe w latach 2004-2018.

## Życiorys
Święcenia kapłańskie otrzymał 30 listopada 1968 i został inkardynowany do archidiecezji Madrytu. Pełnił funkcje m.in. archiprezbitera San Roque oraz delegata biskupiego ds. katechezy w Wikariacie VI (1978-1984) oraz wikariusza biskupiego dla Wikariatu V (1984-1991). Po powstaniu w 1991 diecezji Getafe został jej wikariuszem generalnym.

### Episkopat
19 marca 2001 papież Jan Paweł II mianował go biskupem pomocniczym diecezji Getafe, ze stolicą tytularną Arcavica. Sakry biskupiej udzielił mu 6 maja 2001 ówczesny ordynariusz Getafe - bp Francisco José Pérez y Fernández-Golfin. Od 25 lutego 2004 był tymczasowym administratorem diecezji.
29 października 2004 został biskupem ordynariuszem diecezji Getafe. Urząd objął 19 grudnia 2004.
3 stycznia 2018 przeszedł na emeryturę.